# Wisna Lipszyc
Wisna Lipszyc (ur. 16 kwietnia 1926 w Warszawie, zm. 13 października 2020 tamże) – polska malarka i pisarka pochodzenia żydowskiego.

## Życiorys
Urodziła się w Warszawie w rodzinie polsko-żydowskiej. Jej ojciec Samuel Józef Lipszyc (1890-1938) był Żydem, z zawodu inżynierem-agronomem, a matka Aldona Jastrzębska – Polką pochodzącą z Tbilisi. Początkowo mieszkała na Żoliborzu, na osiedlu Warszawskiej Spółdzielni Mieszkaniowej. Podczas II wojny światowej przebywała wraz z matką i rodzeństwem początkowo we wsi pod Tłuszczem, a następnie na warszawskich Bielanach. W 1946 zdała maturę. W latach 1947–1952 studiowała na Wydziale Grafiki Akademii Sztuk Pięknych w Warszawie.
Wisna Lipszyc tworzyła w technikach gwaszu, tempery, linorytu i malarstwa olejnego, a także wykonywała exlibrisy i tkaniny malowane. Miała sześć wystaw indywidualnych w Warszawie (1958, 1964, 1981, 1982, 1992, 2010), z których cztery były poświęcone Albumowi Żydowskiemu. Uczestniczyła także w wielu wystawach zbiorowych w kraju i za granicą. Jej dzieła znajdują się w zbiorach prywatnych, a także m.in. w Bibliotece Narodowej w Warszawie, Gabinecie Rycin Biblioteki Uniwersyteckiej w Warszawie, Bibliotece Ossolineum we Wrocławiu, Muzeum Okręgowym w Bydgoszczy, Muzeum Regionalnym w Bieczu, Muzeum Mazowieckim w Płocku i Muzeum Okręgowym w Rzeszowie.
Wisna Lipszyc napisała także około 300 baśni wierszem.

## Publikacje
- Album Żydowski, 1993[5]